# چیمریکا
چیمریکا (به انگلیسی: Chimerica) یک نوواژه و تکواژ چندوجهی است که نخستین بار توسط نیل فرگوسن (مورخ) و موریتس شولاریک (اقتصاددان) در سال ۲۰۰۶ ابداع شد و توصیف‌کنندهٔ هم‌زیستی سمبلیک چین و ایالات متحده آمریکا، با اشاره‌ای غیرعمدی به شیمر افسانه‌ای است. گرچه این واژه بیشتر در علم اقتصاد کاربرد دارد، اما گاهی در سیاست هم به‌کار می‌رود.
نیل فرگوسن و موریتس شولاریک استدلال کردند که «پس‌انداز بیش‌از‌اندازه» یا «پس‌انداز اشباع‌شده» (Global saving glut) توسط چین و ولخرجی‌های زیاد ایالات متحده آمریکا سبب به‌وجود آمدن بحران مالی ۲۰۰۸–۲۰۰۷ شد. چین سالیان متمادی بود که ذخیره‌های ارزی عظیمی را گرد آورده بود و آنرا به سوی بدهی‌های دولت آمریکا هدایت می‌کرد و همین موضوع سبب گردیده بود که نرخ بهره به‌طور مصنوعی در ایالات متحده آمریکا پائین بماند. فرگوسن، «چیمریکا» را اقتصادی می‌داند که ۱۳ درصد ناهمواری زمین و یک چهارم جمعیت آن را فرا گرفته و مسئول یک سوم تولید ناخالص داخلی دنیا و نیمی از رشد اقتصادی جهان در ۶ ساله گذشته‌بوده است.
ایدهٔ چیمریکا در کتاب نیل فرگوسن در سال ۲۰۰۸ تحت عنوان برآمدن پول: تاریخ مالی جهان و همچنین مستند تلویزیونی اقتباس‌شده از آن که تاریخچهٔ پول، اعتبار مالی و بانکداری را بررسی می‌کند، به‌خوبی شرح داده شده‌است.